# 러브 (1971년 영화)
러브(Szerelem, Love)는 헝가리에서 제작된 카롤리 마크 감독의 1971년 드라마 영화이다. 릴리 다바스 등이 주연으로 출연하였다.

## 출연

### 주연
- 릴리 다바스
- 마리 토로치크

### 조연
- 이반 다바스